# Mařenice
Mařenice település Csehországban, Česká Lípa-i járásban. Mařenice Jonsdorf, Großschönau, Svor, Jablonné v Podještědí, Dolní Podluží, Kunratice u Cvikova, Krompach és Cvikov településekkel határos. Lakosainak száma 334 fő (2024. január 1.).

## Népesség
A település lakosságának változását az alábbi diagram mutatja:
| Lakosok száma | 3717 | 3292 | 2334 | 492  | 390  | 345  | 310  | 315  | 307  | 334  |
|               | 1869 | 1890 | 1921 | 1950 | 1980 | 2001 | 2017 | 2019 | 2022 | 2024 |